# Hypena griseolalis
Hypena griseolalis är en fjärilsart som beskrevs av Rothschild 1916. Hypena griseolalis ingår i släktet Hypena och familjen nattflyn. Inga underarter finns listade i Catalogue of Life.